# Kevin Boyle
Kevin Boyle, född 30 maj 1992, är en amerikansk professionell ishockeymålvakt som är kontrakterad till Detroit Red Wings i National Hockey League (NHL) och spelar för Grand Rapids Griffins i American Hockey League (AHL). 
Han har tidigare spelat på NHL-nivå för Anaheim Ducks och på lägre nivåer för San Diego Gulls i American Hockey League (AHL), Utah Grizzlies i ECHL, UMass Minutemen (University of Massachusetts Amherst) och UMass Lowell River Hawks (University of Massachusetts Lowell) i NCAA och Tri-City Storm i United States Hockey League (USHL).
Boyle blev aldrig NHL-draftad.